# 高知県立佐川高等学校
高知県立佐川高等学校（こうちけんりつ さかわこうとうがっこう）は、高知県高岡郡佐川町に所在する公立の高等学校。

## 設置学科
- 全日制課程
  - 普通科（1学年あたり30名程度）
- 定時制課程
  - 普通科

## 概要
- 生徒数は約100人程度で、各学年は3クラスから成る。
- 近年、生徒の定員割れが問題視されている。

## 沿革
- 1922年（大正11年）4月8日 - 佐川尋常小学校（現在の佐川町立佐川小学校）仮校舎で高知県立佐川高等女学校として開校。
- 1923年（大正12年）3月31日 - 新築校舎が竣工、現在地に移転。
- 1948年（昭和23年）4月1日 - 新制高等学校として、高知県立佐川高等学校設置。
- 2007年（平成19年）4月1日 - 定時制課程を学年制から単位制に改編。
- 2011年（平成23年）4月1日 - 高知県立仁淀高等学校を統合。